# Oleksij Haj
Oleksij Anatolijowytsch Haj (ukrainisch Олексій Анатолійович Гай; * 6. November 1982 in Saporischschja) ist ein ehemaliger ukrainischer Fußballspieler.
Der defensive Mittelfeldspieler war eine feste Größe bei Schachtar Donezk, wo er von 2000 bis 2013 unter Vertrag stand. Er gewann mit dem Verein 2009 den UEFA-Pokal und kam im Finale gegen Werder Bremen zum Einsatz. Zwischenzeitlich stand er von 2004 bis 2006 bei Illitschiwets Mariupol unter Vertrag. 2019 beendete er seine Karriere bei Olimpik Donetsk.
Außerdem spielt er regelmäßig für die Ukraine, für die er 2002 sein erstes Spiel bestritt.

## Erfolge
- Ukrainische Meisterschaft: 2002, 2008, 2010
- Ukrainischer Pokal: 2002, 2004, 2008
- Ukrainischer Superpokal: 2008
- UEFA-Pokalsieger: 2009
- U-18-Vize-Europameister: 2000